# 紀南新聞
紀南新聞（きなんしんぶん）は、和歌山県・三重県（紀南地方）の地方新聞。発行元は紀南新聞社。和歌山県古座町（現:東牟婁郡串本町）から三重県熊野市までの紀南地方のニュースを取り上げている。10ページ（12ページ発行あり）で形成され、日刊夕刊紙として発行されている。三重県尾鷲市および紀北町を発行エリアとする紀勢新聞を系列紙に持つ。

## 販売区域
- 和歌山県

串本町（旧古座町域）
古座川町
太地町
那智勝浦町
新宮市（旧熊野川町域を含む）
田辺市（旧本宮町域）
北山村
- 三重県（東紀州地方）

紀宝町（旧鵜殿村域を含む）
御浜町
熊野市（旧紀和町域を含む）

## 本社
本社
和歌山県新宮市緑ヶ丘2-1-33
勝浦支社
和歌山県東牟婁郡那智勝浦町築地7-3-11